# Сувалкское Поозёрье
Сувалкское поозёрье — регион в Подляском воеводстве Польши. Это самая западная часть Литовского Поозёрья, частично простирающаяся до Литвы и Беларуси. Он расположен к востоку от Мазурского поозерья в историческом районе Сувальщина .

## Общая характеристика
Сувалкское поозерье не является формальной единицей физико-географического разделения Польши. Это название используется для описания двух мезорегионов: Западное и Восточное Сувалкское Поозёрье (Sejny Lakeland). Сувальское Поозёрье граничит на западе с Элкским озером и Роминским лесом, а на юге с Августовской равниной. Западно-Сувальское поозерье, Восточно-Сувальское поозерье, Августовская равнина и Роминцкий первобытный лес являются частью польской части макрорегиона Литовского озера. Озерный край Сувалки расположен в бассейне Нямунаса.
Из примерно 250 озёр на площади в один гектар большинство — ленточные. Есть также моренные, овальные озера с неровной береговой линией. Большинство озер имеют чистую воду. В трофическом отношении здесь есть олиготрофные, эвтрофные и дистрофные озера. Несмотря на то, что большинство озёр Сувальского поозёрья неглубокие, именно здесь находятся два самых глубоких озера в стране — Ханьча и Вигры. Самыми красивыми считаются озёра: Вигры, Шельмент- Вельки, Сиде, Роспуда Филиповска .
Климатические различия определили геоботанические различия между Мазурией и Литовским Поозёрьем. Сувалкское Поозёрье имеет много северных климатических особенностей. Во флоре преобладают бореальные, суббореальные, арктические и субарктические виды. В средние века территория озера была почти полностью покрыта лесами, в которых до конца XIII века были поселения ятвягов. На территории озерного края расположены Мерецкие, Пшеломские, Перштунские и Бержницкие леса. На рубеже
XV—XVI веков началось освоение данной территории и вырубка леса. В настоящее время крупных лесных массивов нет. Только леса в окрестностях села Вигры и Августовский первобытный лес образуют большой лесной массив.

## Топография
Топография Сувальского поозёрья связана с активностью Балтийского оледенения, самого молодого на этих землях, Поморского стадиала и вигровской фазы этого оледенения . Характерны перепады высот, которые не смогли устранить даже более поздние процессы разрушения — эрозия и денудация. Здесь наблюдались всего два кратковременных цикла разрушения: в перигляциальной зоне и в послеледниковый (голоценовый) период.